# Calymmodon linearis
Calymmodon linearis är en stensöteväxtart som beskrevs av Barbara S. Parris. Calymmodon linearis ingår i släktet Calymmodon och familjen Polypodiaceae. Inga underarter finns listade.